# Dobbiamo parlare
(Tagline del film)
Dobbiamo parlare è un film commedia del 2015 diretto da Sergio Rubini.

## Trama
Vanni e Linda sono fidanzati da dieci anni, convivono in un attico a Roma centro. Lui fa lo scrittore, lei è la sua ghostwriter.
I loro migliori amici sono Costanza e Alfredo, detto il Prof. Due medici, lei una dermatologa e lui un cardiochirurgo innamorato del suo lavoro. Sono sposati, hanno figli da matrimoni precedenti e gestiscono il loro matrimonio come un'azienda.
Costanza scopre improvvisamente che il Prof. ha un'amante, e in preda ad una crisi di panico, irrompe in casa di Vanni e Linda. Inizia così la notte più lunga per i quattro protagonisti che tra litigi, scherzi, risate e ammissioni di colpe metteranno in gioco i loro amori e le loro amicizie.

## Distribuzione
Il film è stato presentato il 21 ottobre alla Festa del Cinema di Roma 2015 ed è uscito nelle sale italiane il 19 novembre distribuito da Cinema.